# Henri Edmond Cross

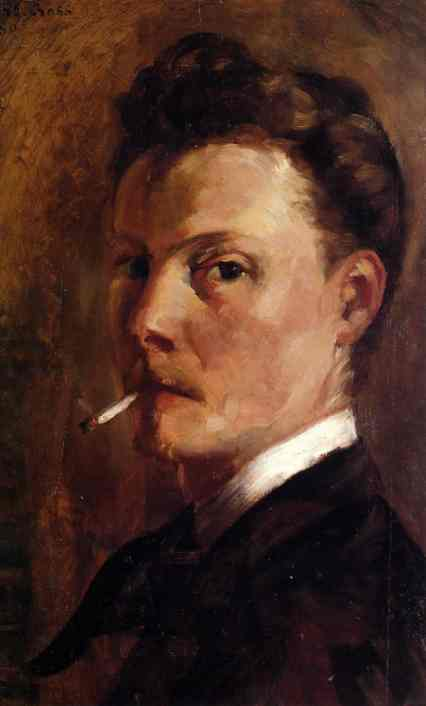
Selbstbildnis um 1880

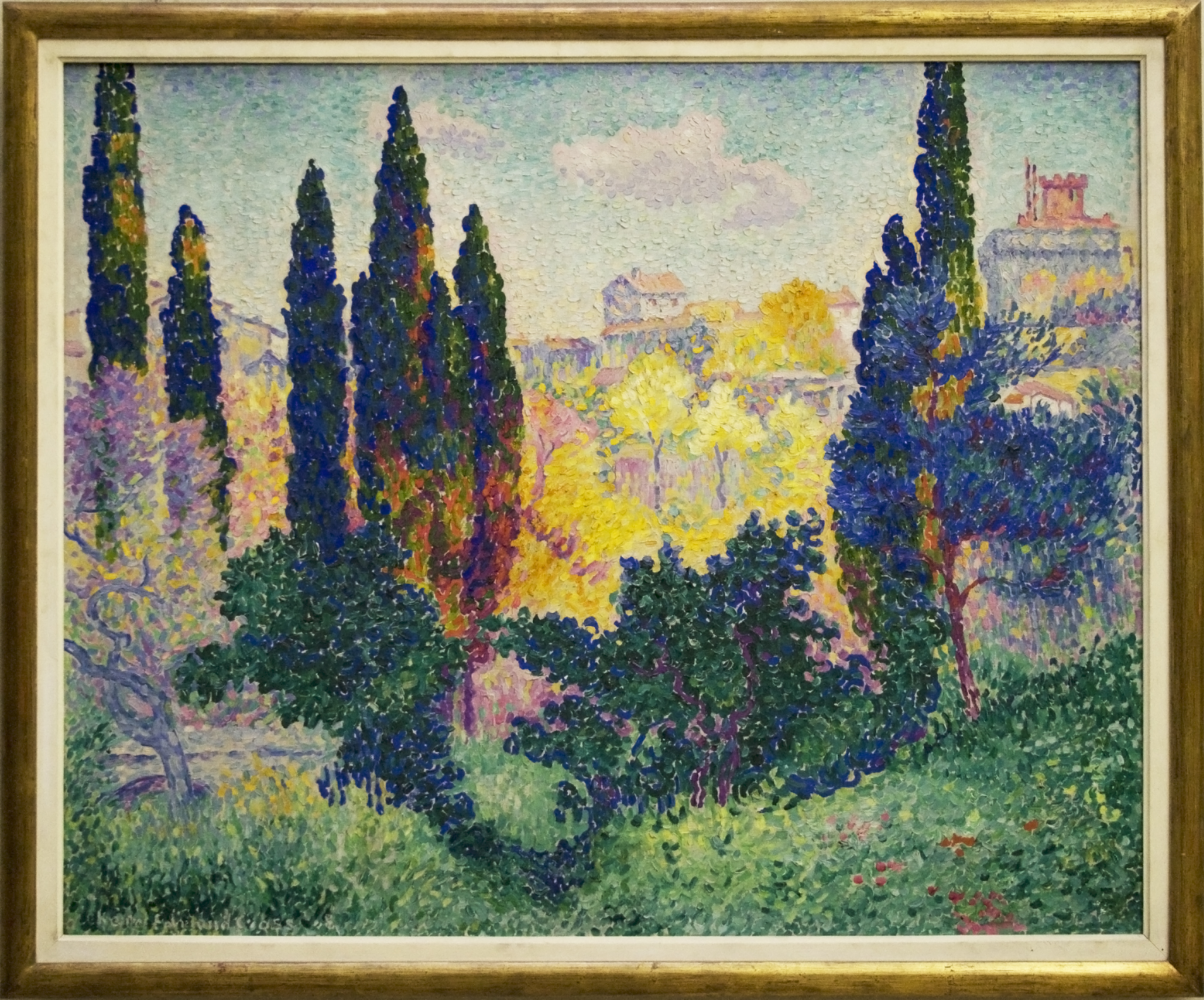
Zypressen in Cagnes (1908)

Henri Edmond Cross (* 20. Mai 1856 in Douai; † 16. Mai 1910 in Saint-Clair (Var); eigentlich Henri-Edmond Delacroix) war ein französischer Maler, einer der bedeutendsten Vertreter des Pointillismus.

## Leben
Henri-Edmond Delacroix wurde 1878 Schüler des Malers Alphonse Colas (1818–1887) in Lille und begann seine Malerlaufbahn mit realistischen Bildern in dunkler Farbgebung. 1881 setzte er seine künstlerische Ausbildung in Paris bei François Bonvin und Emile Dupont-Zipcy (1822–1885) fort. 1883 nahm er seinen Künstlernamen Cross an und lernte Paul Signac kennen. Er bevorzugte immer mehr die Freilichtmalerei, wandte sich dem Impressionismus zu und entdeckte die französische Mittelmeerküste.
1891 verlegte er seinen Wohnsitz nach Cabasson im Süden Frankreichs, später dann nach Saint-Clair. Im selben Jahr starb Georges Seurat, sein Tod erweckte bei Cross das Interesse am Neoimpressionismus. Sein Kontakt zu Signac vertiefte sich. Nach mehreren Ausstellungen in Frankreich nahm er 1898 zusammen mit Signac, Maximilien Luce und Théo van Rysselberghe in Berlin an der ersten neoimpressionistischen Ausstellung in Deutschland teil. In seiner späteren Laufbahn inspirierte er mit seinen Werken u. a. Rousseau.
Cross führte das Verfahren des Pointillismus, Farbtupfen nebeneinander zu setzen, am Anfang streng durch. Die Farbeindrücke, aufgelöst in viele einzelne Töne, sollten sich erst im Auge des Betrachters wieder zu einem einheitlichen Ton verbinden. Doch ab 1895 wurden die Punkte größer, der Farbauftrag breiter und die Farbnuancierungen kräftiger. Ab 1903 entfernte er sich zudem immer mehr von einer reinen Naturtreue in Richtung dekorativer Bildthemen. 1904 wurde er von Henri Matisse besucht, auf den er großen Einfluss ausübte; ohnehin kann Cross durch die vorwiegende Verwendung von Primärfarben als ein Vorläufer des Fauvismus gelten.
Ab 1906 verdrängte das Aquarell langsam die Ölmalerei in Cross’ Schaffen, sein Stil wurde weicher, die Technik weniger dogmatisch. Seine letzten Lebensjahre wurden von Rheumaanfällen überschattet, die ab 1909 auch sein künstlerisches Wirken beeinträchtigten. Ein Jahr später erlag Cross 54-jährig einem Krebsleiden.

## Werke
- Les îles d’or (Die goldenen Inseln) (um 1891/92; Paris, Musée National d’Art Moderne)
- L’air du soir (Abendlied) (1893/94; Paris, Musée d’Orsay)
- La Plage de Saint-Clair (1896; Potsdam, Museum Barberini)
- Das Einholen der Netze (ca. 1899; Tel Aviv Museum of Art; Simon and Marie Jaglom Collection)
- La Ranelagh (Picknick im Park) (1900; Privatbesitz)
- La colonne fleurie (Madame Cross)(Blütenumrankte Säule) (um 1901; Privatbesitz)
- La plage de Saint-Clair (Strand von Saint-Clair) (1901; Privatbesitz)
- Les rochers aus Trayas (Felsen in Trayas) (1902; Saint-Denis, Musée d’art det d’histoire)
- Venise (Venedig) (1903; Galerie Salis, Salzburg)
- Voiles près Chioggia (Segelschiffe bei Chioggia) (1903–05; Privatbesitz)
- Le Cap Layet (1904; Musée de Grenoble)
- Nachmittag im Garten (1904–05; Städel Museum Frankfurt)
- Étude pour faune (Studie für „Faun“) (um 1905/06; Musée de Grenoble)
- Die Bucht von Cavalière (1906; Saint-Tropez, Musée de l’Annonciade)
- Côte provençale, Le Four de Maures (Provenzalische Küste) (1906–07; Douai, Musée de la Chartreuse)
- Avant l’orage. La baigneuse (Vor dem Sturm. Badende) (1907–08; Privatbesitz)
- Antibes (1908; Musée de Grenoble)